# Riksväg 11, Nederländerna

Sträckningen för nederländska riksväg 11.

Riksväg 11 (Rijksweg 11) i Nederländerna som går mellan Leiden och Alphen aan den Rijn. Vägen är motortrafikled.